# چارلز انگل
چارلز انگل (Charles Engel)، اقتصاددانی آمریکایی است که اکنون استاد هستر در دپارتمان اقتصاد در دانشگاه ویسکانسین-مدیسن می‌باشد. او به دلیل تحقیقاتش در زمینه تحرکات نرخ اسمی/حقیقی ارز شناخته می‌شود.

## حرفه
انگل مدرک BA خود را از دانشگاه کارولینای شمالی در چپل هیل در ۱۹۷۷ میلادی کسب نمود. وی بعد از دریافت مدرک دکترای اقتصادش از دانشگاه کالیفرنیا، برکلی در ۱۹۸۳ میلادی، موقعیت‌هایی را در هیئت علمی دانشگاه ویرجینیا و دانشگاه واشینگتن برعهده داشت و سپس به دانشگاه ویسکونسین-مدیسن نقل مکان نمود. او از ۱۹۸۹ میلادی، دستیار تحقیقاتی در دفتر ملی پژوهش اقتصادی بوده است. او از ۲۰۰۱ میلادی ویرایشگر «ژورنال بین‌المللی اقتصاد» بوده که یکی از ژورنال‌های برتر در زمینه اقتصاد بین‌المللی است.
او به عنوان هیئت ویرایشگران «بررسی اقتصاد آمریکا» (از آوریل ۲۰۰۲ تا مارس ۲۰۰۸) خدمت کرده‌است.
او از ۲۰۰۸ میلادی، همکار ارشد در «مؤسسه جهانی‌سازی و سیاست پولی» در «بانک فدرال رزرور دالاس» بوده‌است.

## خدمات
مقاله او در همکاری با جان راجرز با عنوان «مرزها چقدر وسعت دارند؟»، به‌طور تجربی به مطالعه پراکندگی قیمت در شهرهای کشورهای مختلف پرداخته و متوجه گستره شکست اجرای قانون تک نرخی در مقیاس وسیع گشت. این مقاله خط بلندی از تحقیقات اقتصادی را آغاز کرد که به تحقیق در رابطه با «اثر مرز» بر روی پراکندگی نرخ‌های بین‌المللی می‌پردازند. به گفته «نمایه استنادی علوم اجتماعی»، این مقاله جزو مقالاتی است که در برترین ژورنال‌های اقتصادی منتشر شدهاست. در انگل (۱۹۹۹) او متوجه می‌شود که حجم عمده تحرکات نرخ ارز ایالات متحده ناشی از نوسانات قیمت کالاهای تجاری است که با دیدگاه‌های رایج زمانه در تضاد بود، دیدگاهی که معتقد بود تحرکات نرخ تبادل حقیقی عمدتاً ناشی از قیمت کالاهای غیر تجاری بوده و ازین رو معمای تجربی دیگری را در متون علمی در ارتباط با قانون تک نرخی مطرح نمود.
در «انگل و وست ۲۰۰۶»، انگل و وست قضیه‌ای را مطرح نمودند که پیش‌بینی ناپذیری تحرکات نرخ ارز را توضیح می‌داد. این قضیه یکی از اولین رهیافت‌های نظری در اقتصاد بین‌الملل بود که توضیح می‌داد: هیچ رگرسیون استواری در داده‌ها وجود ندارد که نرخ تبادل اسمی را در کوتاه مدت پیش‌بینی کند.